# 47 км (зупинний пункт, Луганська дирекція Донецької залізниці)
47 кіло́метр — залізничний пасажирський зупинний пункт Луганської дирекції Донецької залізниці.
Розташований між селом Іванівка та селищем Тамара, Антрацитівський район, Луганської області на лінії Дебальцеве — Красна Могила між станціями Петровеньки (8 км) та Штерівка (4 км).
Через військову агресію Росії на сході України транспортне сполучення припинене, водночас на середину листопада 2018 р. двічі на день курсує пара електропоїздів сполученням Фащівка — Красна Могила, що підтверджує сайт Яндекс.